# Focide
La Focide (in greco antico: Φωκίς?, Phōkís) è una regione storica dell'antica Grecia, situata tra la Beozia a est, la Locride a nord e a ovest, e la Doride a ovest.

## Geografia fisica

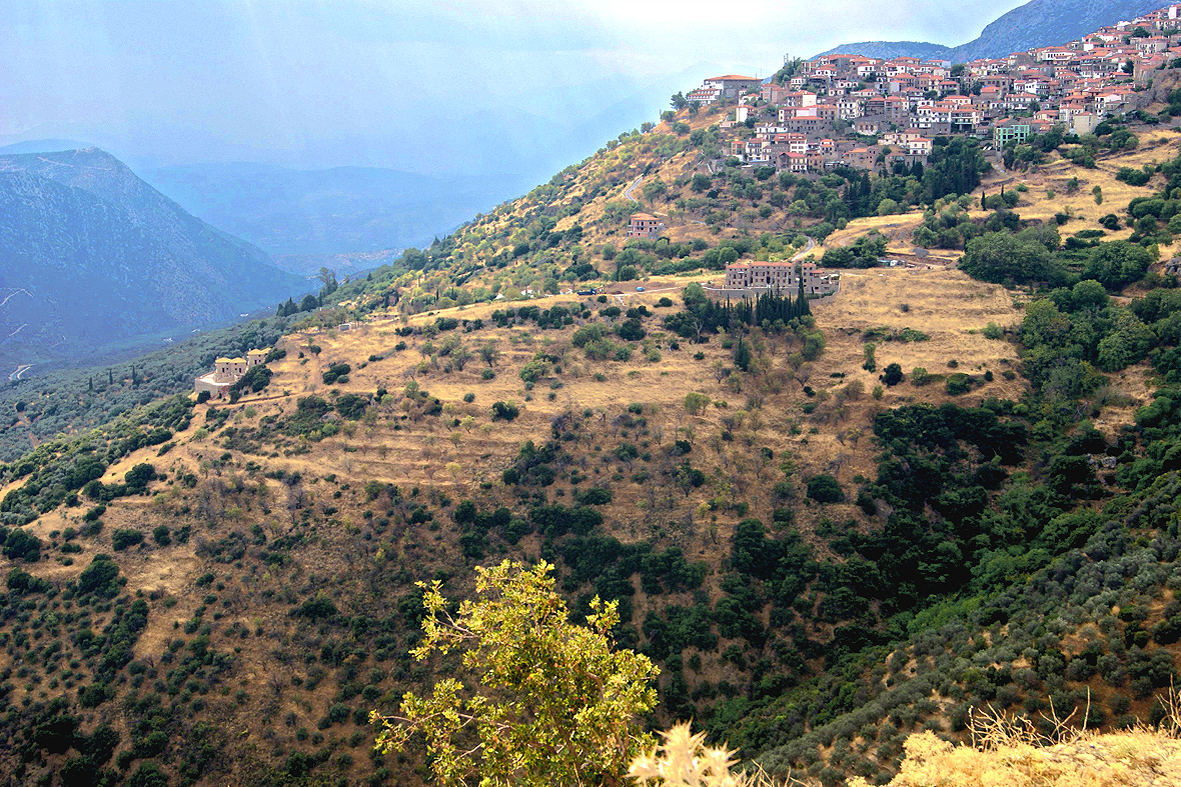
Paesaggio tipico della Focide

La Focide è ricca di vallate che circondano il monte Parnaso (2.400 m). Costituita prevalentemente di terreni calcarei del Cretaceo, è montuosa con scarse zone pianeggianti, nelle quali si concentrava (e si concentra anche oggi) la popolazione. La zona più fertile è la sezione vicina al fiume Cefiso, il quale poi proseguiva e terminava in Beozia nel lago Copaide. La regione si estende sulle coste del mar Ionio fino a poco più di un centinaio di chilometri dal Golfo di Corinto. Ad est, invece, si estendeva fin quasi alle Termopili.
Uno dei maggiori insediamenti era Delfi, la quale si estendeva in maniera significativa in termini di superficie, considerando anche l’areale della sua chora (ovvero la parte fuori dalle mura), dove è situato il famoso tempio (e l'antico oracolo) del Dio Apollo: altro centro di rilievo, probabilmente al tempo "capoluogo", era Elatea. Il litorale insolitamente pianeggiante nella zona di Cirra, nel golfo di Crisa, permise la costituzione e lo sviluppo della stessa e, di conseguenza, le permise di assumere un ruolo rilevante nel commercio locale.
Oltre agli scambi marittimi, l'economia si fondava su pascolo e agricoltura, soprattutto con produzione di cereali, vino e olio. Celebre era il cosiddetto "mare degli ulivi" nella chora di Delfi.

## Storia

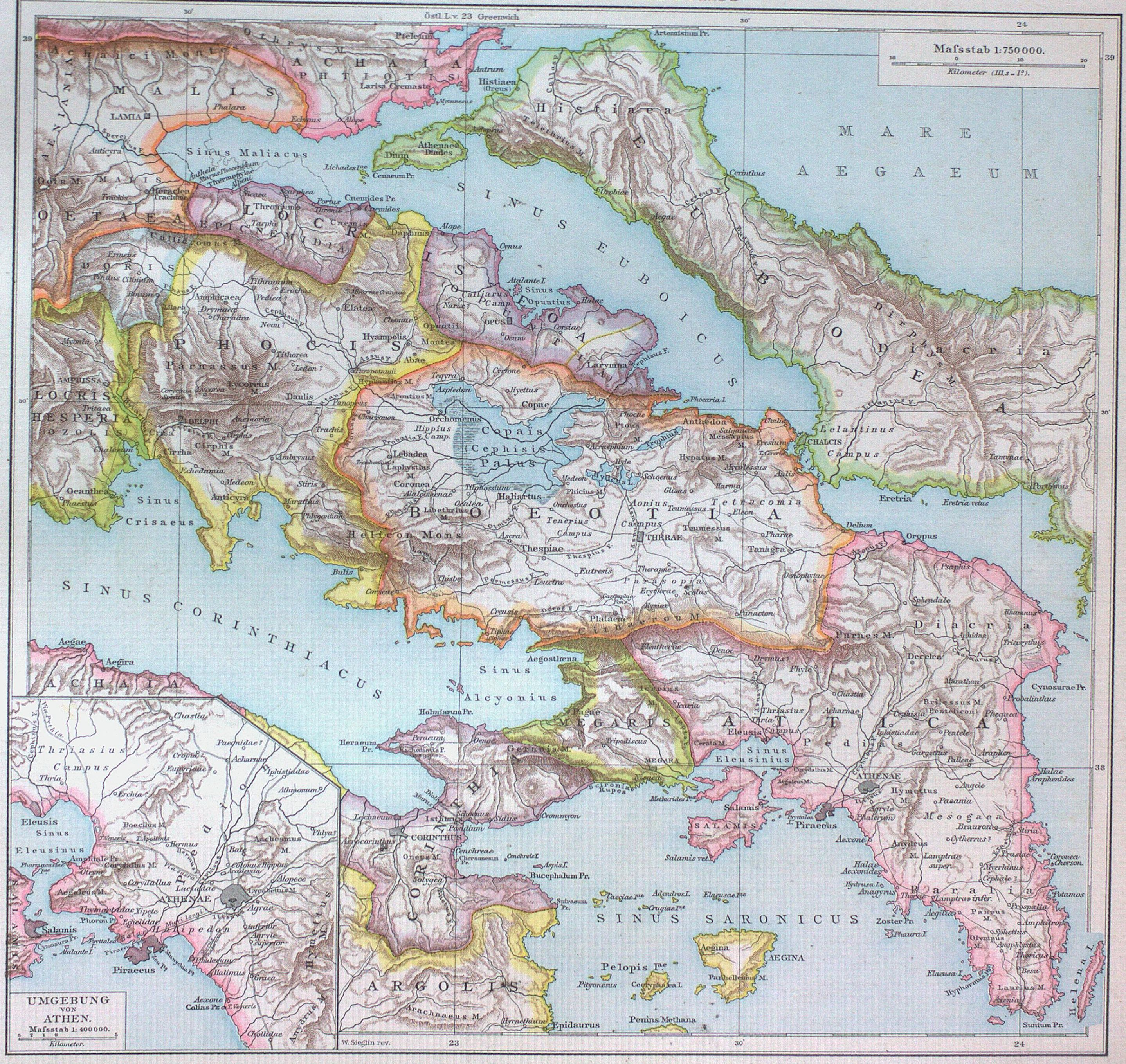
La Focide (contorno in giallo) in una mappa di Gustav Droysen nella sua opera storiografica Historischer Handatlas. In arancione la confinante Beozia, in viola la Locride

Abitata già nel Neolitico da una popolazione di origine nordica affine a quella della Tessaglia e della vicina Beozia, la regione rimase estranea, nel 2° millennio a.C., all’influsso della civiltà cretese-micenea (di cui si ricorda solo qualche toponimo).
I Focesi vi giunsero al tempo della migrazione dei Dori; dapprima suddivisi in gruppi, passarono poi ad un lento processo di aggregazione che portò al passaggio dalla monarchia all'aristocrazia oligarchica e, successivamente, ad un movimento di colonizzazione (Focea in Asia Minore). Successivamente, la storia della Focide si identifica con quella del santuario di Apollo a Delfi, frequentatissima località della Grecia antica per motivi religiosi: per sottrarle il monopolio, sorsero diverse rivalità, coalizioni e guerre sacre nel 6°, V e IV secolo a.C. Nella terza guerra sacra (356-346), che diede l'occasione a Filippo II di Macedonia di ingerirsi nelle questioni della Grecia, la Focide fu esclusa dall'anfizionia delfica, per esservi riammessa nel 279 dopo l’invasione dei Galati. Nel III secolo, passò più volte dal dominio macedone alla lega etolica.
Dichiarata libera da Roma nel 196, nel 146 a. C. fu sottomessa al dominio romano.
Successivamente, divenne parte dell'Impero romano d'Oriente e poi, nel XV secolo, entrò a far parte dell'Impero ottomano fino all'indipendenza greca (1822).
La regione amministrativa odierna parzialmente differisce a livello territoriale dall'areale identificato dalla tradizione storiografica.

## Mitologia
La mitologia attribuisce alla Focide due eroi eponimi: Foco, figlio di Eaco e della Nereide Psamate, che avrebbe preso la forma di una foca (ϕώκη, fòke, da cui il nome). Conquistata la terra poi denominata in suo onore Focide, tornò nella patria Egina, dove fu ucciso con un disco dai fratellastri Telamone e Peleo durante una gara di lancio.
Un altro mito, riportato principalmente da Pausania, è quello di Foco Corinzio, figlio di Ornito, discendente di Sisifo; emigrò da Corinto e diede il nome di Focide al territorio intorno al Parnaso; guarì Antiope dalla follia e la sposò, dando alla luce un figlio anch'egli di nome Ornito.

## Antiche poleis della Focide
- Ambriso
- Ancoe
- Anemorea
- Anticira
- Bulide
- Caradra
- Cirra
- Iampoli
- Lilea
- Panopeo